# Памятник А. П. Чехову (Ростов-на-Дону)
Памятник А. П. Чехову — бронзовый монумент, который был установлен в честь 150-летия со дня рождения писателя Антона Павловича Чехова. В Ростове-на-Дону памятник расположен в месте пересечения проспекта Чехова и Пушкинской улицы.

## История
Памятники Антону Павловичу Чехову установлены на территории разных городов: в Москве, Таганроге, Южно-Сахалинске, Красноярске, Томске и в некоторых небольших населенных пунктах. Весной 2010 года появилась идея создания памятника Чехову в Ростове-на-Дону. Для организации и воплощения этой затеи была создана специальная комиссия и проведен конкурс. По его итогам был выбран проект памятника ростовского скульптора, заслуженного художника России Анатолия Скнарина. Автор создавал образ писателя по найденным архивным фотографиям.
С местом размещения памятника определились не сразу. Рассматривалось несколько вариантов: территория вблизи дома купца Максимова на перекрестке улиц Станиславского и Семашко, около Дома книги на Буденновском проспекте и на Пушкинской возле Публичной библиотеки. Также был предложен вариант расположения памятника писателю на пересечении улиц Пушкинской и Чехова — на нем комиссия в итоге и остановила свой выбор. Открытие памятника состоялось 28 января 2010 года. Высота памятника составила 2,5 метра.